# Achthophora costulata
Achthophora costulata là một loài bọ cánh cứng trong họ Cerambycidae.